# Brachystelma attenuatum
Brachystelma attenuatum är en oleanderväxtart som först beskrevs av Robert Wight, och fick sitt nu gällande namn av Joseph Dalton Hooker. Brachystelma attenuatum ingår i släktet Brachystelma och familjen oleanderväxter. Inga underarter finns listade i Catalogue of Life.